# Dincat
La Federació Catalana de Discapacitat Intel·lectual (Dincat) és la federació d'entitats que vetllen per la defensa, i l'exercici ple dels drets, de les persones amb discapacitat intel·lectual i de les seves famílies, en l'àmbit territorial de Catalunya. Dincat agrupa 300 entitats de l'àmbit de la discapacitat intel·lectual, que atenen 31.000 persones en els diferents serveis que ofereixen: centres ocupacionals, Centres Especials de Treball sense ànim de lucre, Llar-residència, Servei de Suport a l'Autonomia a la Pròpia Llar, Lleure, Respir...